# 河內公主
河內公主（?—?），中国南北朝北魏公主，诸王之女，嫁给司馬楚之。
河內公主嫁给晋朝皇室司馬楚之。司馬楚之是司马荣期的儿子，晋宣帝司马懿弟司马馗的后代。司馬楚之和河内公主生子司马金龙，字荣则。司马金龙纳太尉、陇西王源贺之女，生子司马延宗、司马纂、司马悦。司马悦的儿子司马朏娶华阳公主。司马金龙的弟弟司马跃（字宝龙）娶趙郡公主。